# Malpighia coccigera
Malpighia coccigera là một loài thực vật có hoa trong họ Malpighiaceae. Loài này được L. mô tả khoa học đầu tiên năm 1753.

## Hình ảnh

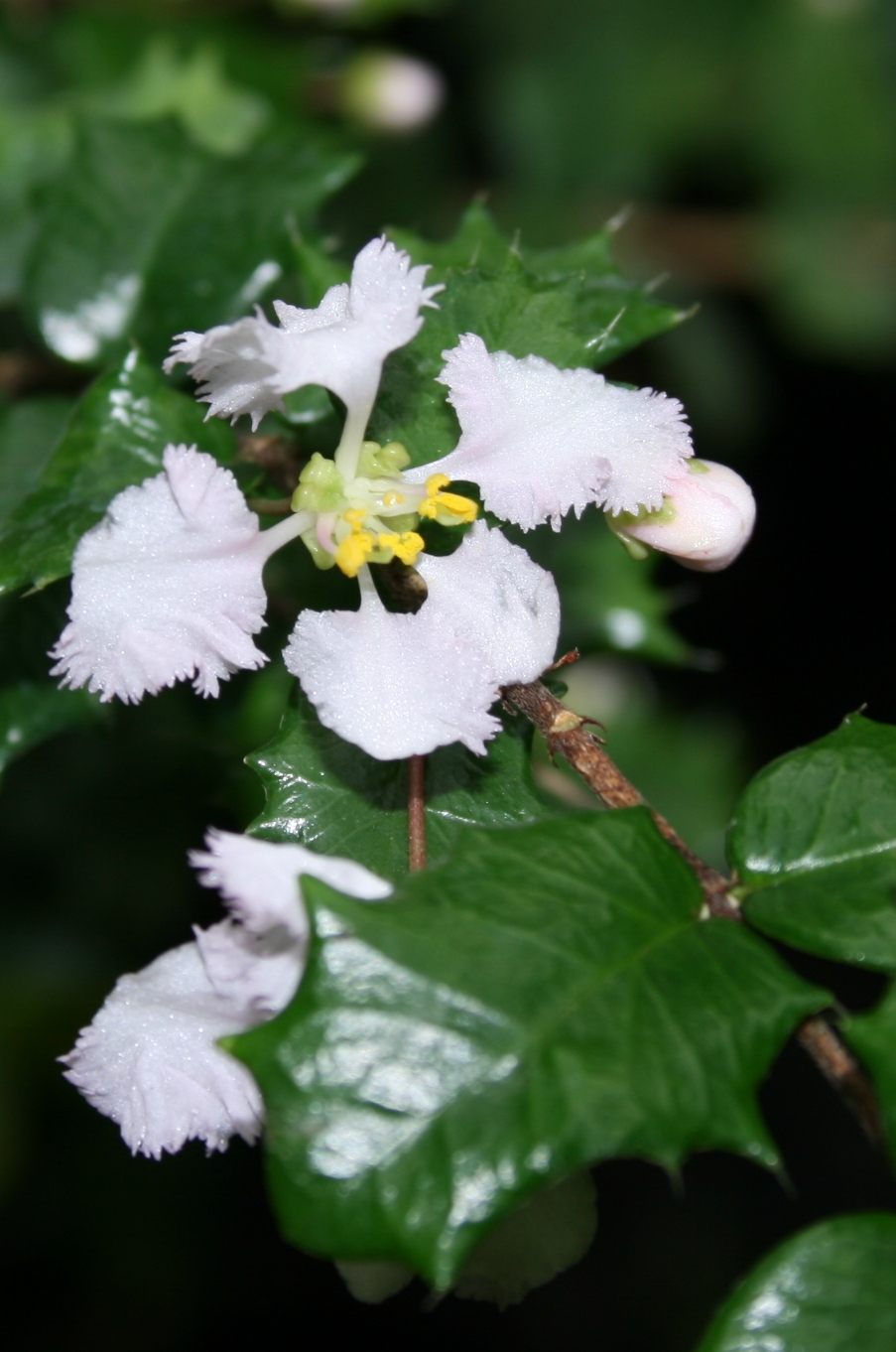
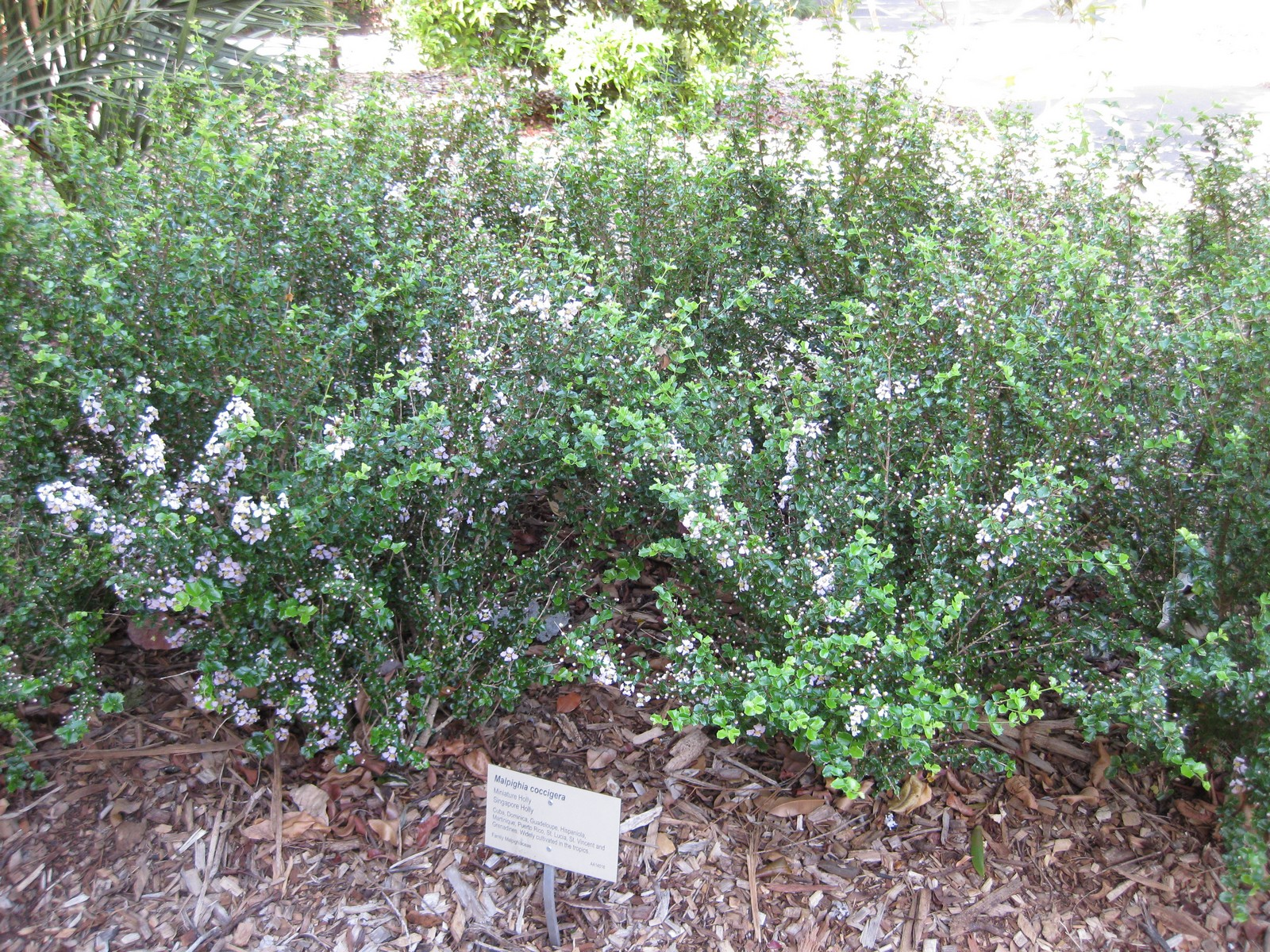
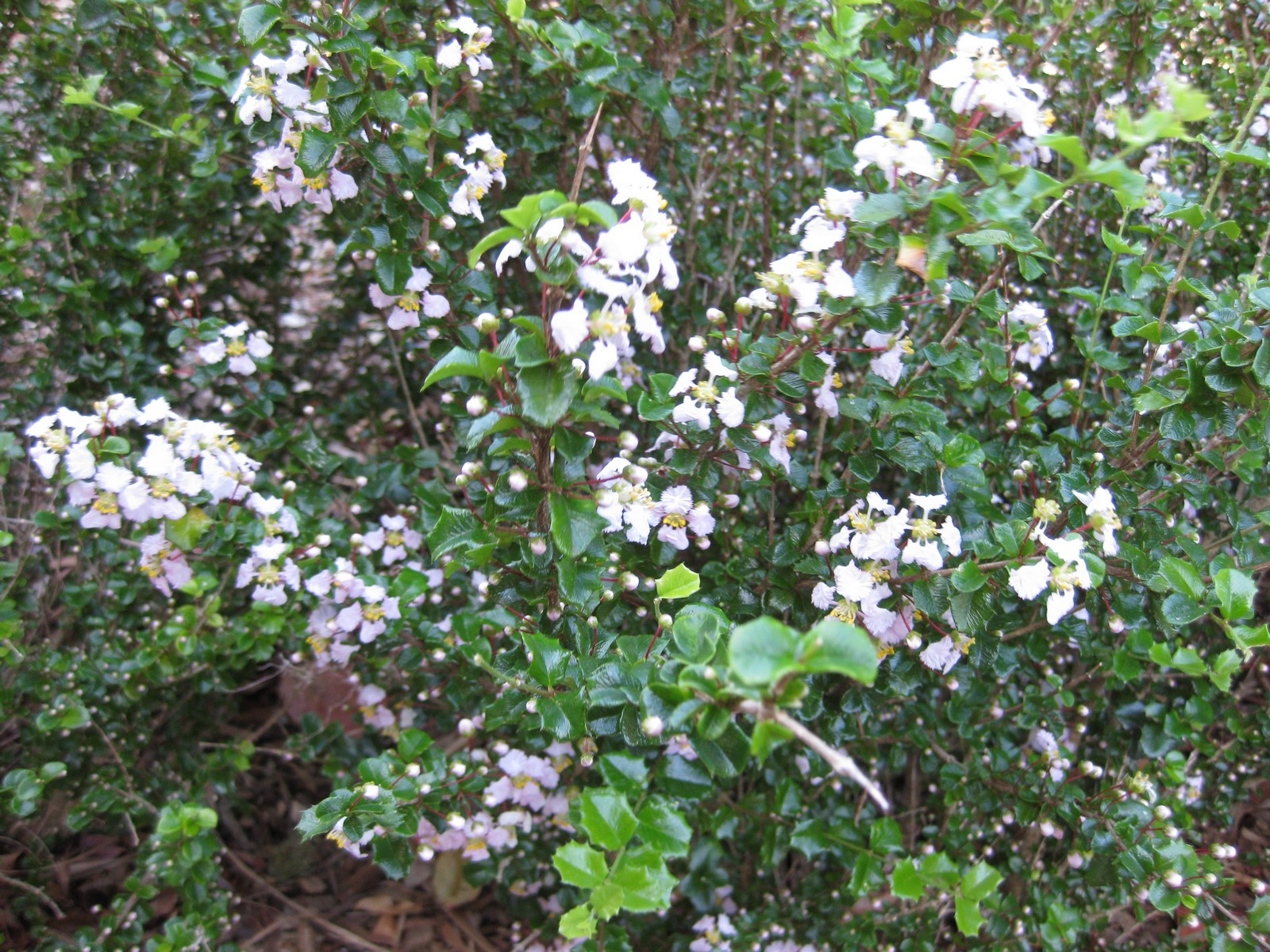
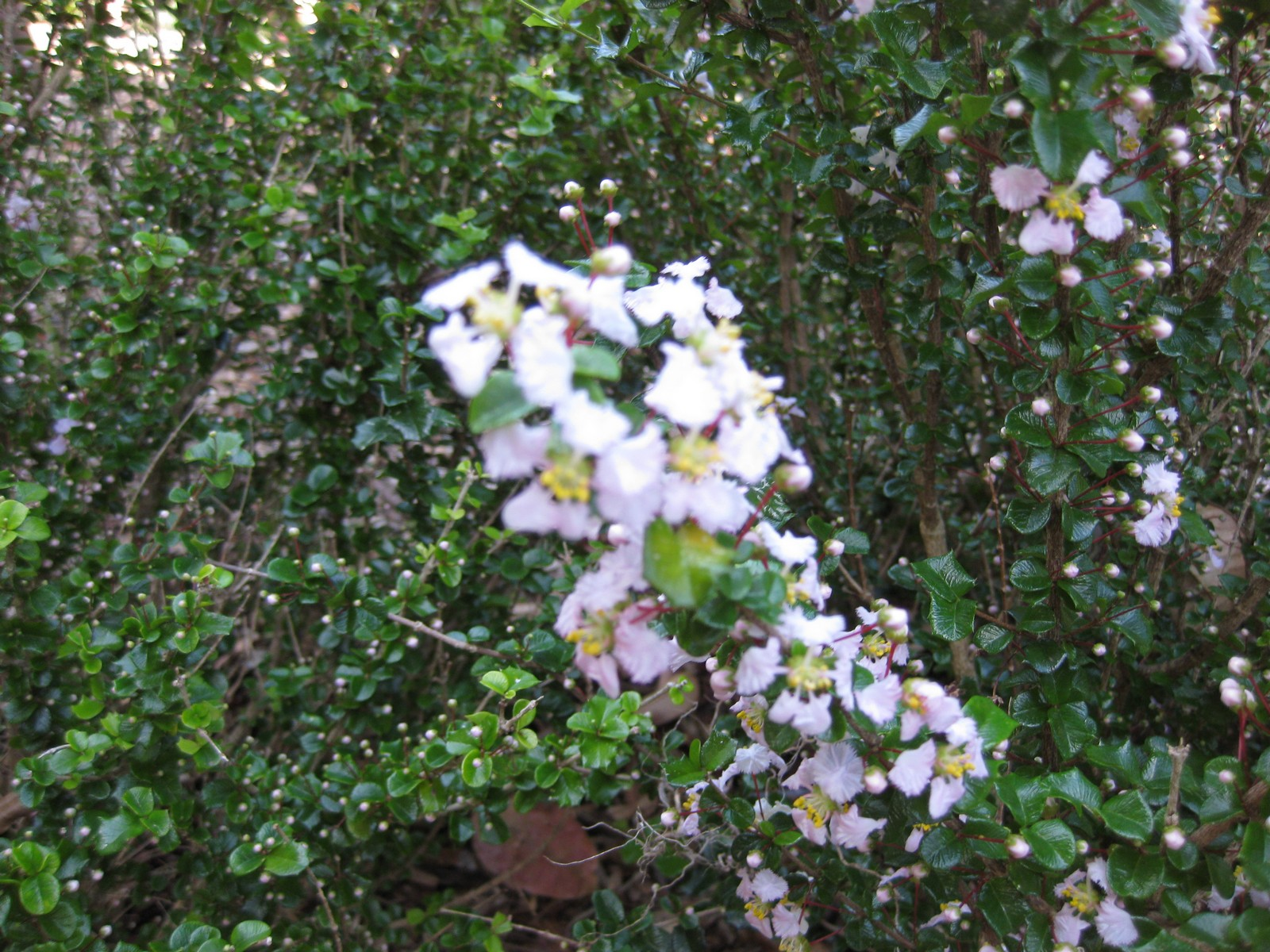